# Neoscona subpullata
Neoscona subpullata är en spindelart som först beskrevs av Friedrich Wilhelm Bösenberg och Embrik Strand 1906.  Neoscona subpullata ingår i släktet Neoscona och familjen hjulspindlar. Inga underarter finns listade i Catalogue of Life.